# Club Marítim Castelldefels
El Club Marítim Castelldefels és club d'esports nàutics fundat el 1974. Practica la vela lleugera, especialment amb patí de vela, catamarà i surf de vela, la pesca esportiva i la motonàutica. Ha organitzat el Campionat d'Europa sub-21 d'esquí nàutic (1993) i el Campionat de Catalunya de catamarà (2009) i de patí de vela (2011). Disposa de l'escola de vela “13 nudos”.